# Abhayapuri
Abhayapuri é uma vila  no distrito de Bongaigaon, no estado indiano de Assam.

## Geografia
Abhayapuri está localizada a 26° 20′ N, 90° 40′ L. Tem uma altitude média de 36 metros (118 pés).

## Demografia
Segundo o censo de 2001, Abhayapuri tinha uma população de 14 671 habitantes. Os indivíduos do sexo masculino constituem 52% da população e os do sexo feminino 48%. Abhayapuri tem uma taxa de literacia de 79%, superior à média nacional de 59,5%; com 55% para o sexo masculino e 45% para o sexo feminino. 10% da população está abaixo dos 6 anos de idade.